# Aldus Manutius

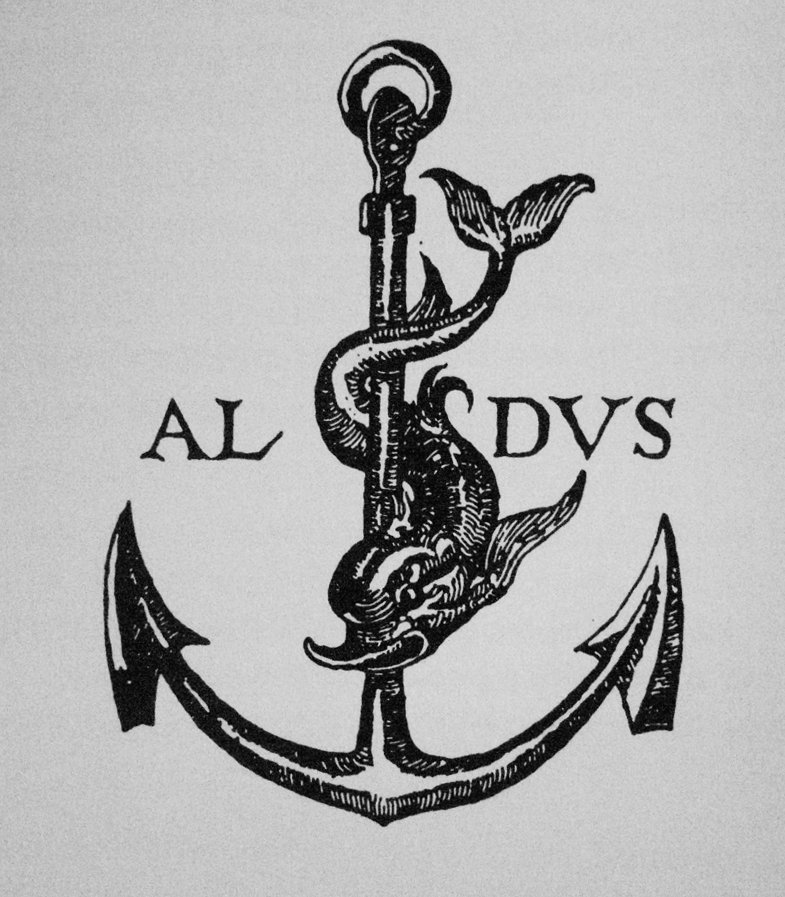
Printersmerk van Aldus Manutius: dolfijn en anker, haast je langzaam (festina lente) is zijn motto

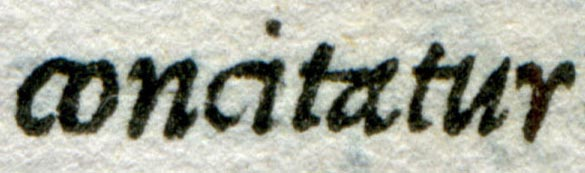
ligaturen in cursief van 1519

Aldus Pius Manutius (de Oude), de Latijnse vorm van Aldo Pio Manuzio, geboren als Teobaldo Mannucci (Bassiano, 1449 – Venetië, 5 februari 1515) was de voornaamste drukker-uitgever van de Italiaanse renaissance. Hij was een humanist die vanuit zijn gerenommeerde Aldijnse drukkerij te Venetië in het bijzonder de Griekse literatuur weer in circulatie bracht in de originele taal. Ook zorgde hij in samenwerking met Francesco Griffo voor diverse typografische innovaties: hij ontwikkelde het eerste Griekse lettertype, het cursiefschrift en een gestandaardiseerd interpunctiestelsel.   

## Loopbaan
Manutius studeerde artes aan de Universiteit van Rome (1467-1473) en schreef zich later in aan de Universiteit van Ferrara, waar hij Grieks leerde van Battista Guarino. In 1480 trad hij in dienst van de condottiero Lionello I Pio di Savoia om diens zonen Alberto en Lionello te onderwijzen. In de omgeving had hij contact met zijn vriend Giovanni Pico della Mirandola. Omstreeks 1489 verhuisde hij naar Venetië, waar hij educatieve Latijnse werkjes publiceerde: Musarum panagyris (ca. 1487-1491), Paraenesis (1490) en de Latijnse grammatica Institutiones grammaticae (1493). 
In 1494 associeerde Manutius zich met de drukker Andrea Torresano en met de adellijke investeerder Pierfrancesco Barbarigo. Met het stichten van de uitgeverij wilde hij zijn ambitie vervullen om het geschreven erfgoed van het oude Griekenland te redden van de ondergang door het in gedrukte vorm uit te brengen in de originele taal. Hij omringde zich met een groep Griekse geleerden en nam de briljante typograaf Francesco Griffo in dienst. Alle aspecten van het bedrijf genoten Manutius' aandacht: het selecteren van teksten, de editoriale keuzes, het drukken en de marketing. De kwaliteit van zijn drukwerk lag al zeer hoog in een periode toen de boekdrukkunst nog in zijn kinderschoenen stond. Vaak bracht hij zijn boeken uit in het kleinere octavoformaat zodat zijn kopers ze gemakkelijk mee op reis konden nemen. Hij publiceerde vooral klassieke werken van Griekse en Romeinse auteurs, al rolde er af en toe ook werk van tijdgenoten van de persen. 
Tijdens de pestepidemie van 1498 zwoer Manutius dat hij het uitgeven zou opgeven voor een kerkelijke loopbaan als God hem zou sparen. Hij overleefde, maar dankzij een speciale dispensatie van paus Alexander VI kon hij zijn aardse roeping verderzetten. In 1499 drukte hij het bizarre boek Hypnerotomachia Poliphili. Tijdens zijn Italiëreis verbleef Erasmus in 1507 een achttal maanden bij Manutius in de dogestad. Enkele van zijn werken werden daar ook gedrukt.

## Familie
In 1505 trouwde Manutius met Maria Torresano, de dochter van zijn vennoot. Hij had een zoon Paolo en een kleinzoon Aldus Manutius de Jonge, die zijn werk verderzetten.

## Interpunctie
De ontwikkeling van de puntkomma en de verdere ontwikkeling van de komma worden aan hem toegeschreven. Mede door deze ontwikkelingen verschoof de functie van interpunctie. Waar het eerst een middel was geweest om de lezer te helpen een tekst luidop te lezen, werd het steeds meer een hulpmiddel bij het stil lezen en bevorderde het tegelijkertijd het begrip.

## Naleven
Aldo Manuzio speelt een hoofdrol in de roman van Javier Azpeitia, El impresor de Venecia, 2016 (Nederlandse vertaling: De drukker van Venetië, Wereldbibliotheek, 2019).

## Voetnoten
1. ↑  Sarah Bakewell, De humanisten. Dromers, denkers en onderzoekers die de wereld veranderden, 2023